# SS-Panzerregiment 10
Het SS-Panzerregiment 10 was een Duits tankregiment van de Waffen-SS tijdens de Tweede Wereldoorlog.

## Krijgsgeschiedenis

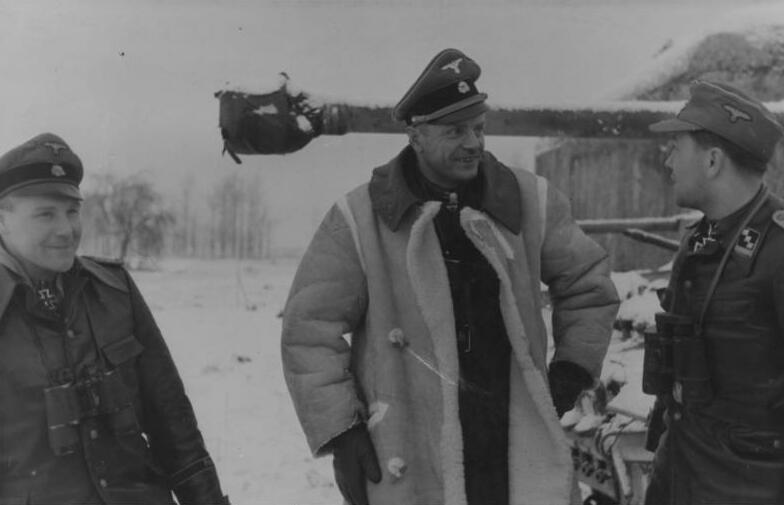
Heinz Harmel, commandant van de divisie (midden) met links Otto Paetsch, februari 1945

SS-Panzerregiment 10 werd op 1 februari 1943 opgericht in Frankrijk.
Het regiment maakte bij oprichting deel uit van de SS-Panzergrenadier-Division 10 (vanaf 1 maart 1943 met toevoeging Karl der Große en vanaf oktober 1943 Frundsberg) en vanaf 22 oktober 1943 van de 10. SS-Panzer-Division Frundsberg en bleef dat gedurende zijn verdere bestaan.
Het regiment capituleerde (met grote delen van de divisie) bij Teplice aan Sovjettroepen op 8 mei 1945.

## Samenstelling bij oprichting
- I. Abteilung met 4 compagnieën (1-4)
- II. Abteilung met 3 compagnieën (5-7)

## Wijzigingen in samenstelling
Op 22 oktober 1943 werd de I. Abteilung omgevormd in een Panther-Abteilung. Het duurde echter tot ver in 1944 voor de Panther’s werkelijk geleverd werden en de Abteilung kwam pas tegen het eind van het jaar terug bij de divisie..
 
In november 1943 werd de II. Abteilung een gemengde Abteilung met twee tank- en twee Sturmgeschütz-compagnieën.

In december 1944 werd de I. Abteilung een gemengde Abteilung met twee Panther- en twee PzKw IV-compagnieën.

Begin 1945 werden de beide Abteilungen weer eenduidige tankbataljons, elk met 4 compagnieën.

## Opmerkingen over schrijfwijze
- Abteilung is in dit geval in het Nederlands een tankbataljon.

## Commandanten
| Rang                   | Naam         | Begin          | Eind            |
| ---------------------- | ------------ | -------------- | --------------- |
| SS-Obersturmbannführer | Otto Paetsch | 3 oktober 1943 | 16 maart 1945 † |

SS-Obersturmbannführer Paetsch raakte dodelijk gewond in de gevechten bij Altdamm.
Panzerregiment 1 · Panzerregiment 2 · Panzerregiment 3 · Panzerregiment 4 · Panzerregiment 5 · Panzerregiment 6 · Panzerregiment 7 · Panzerregiment 8 · Panzerregiment 9 · Panzerregiment 10 · Panzerregiment 11 · Panzerregiment 15 · Panzerregiment 16 · Panzerregiment 17 · Panzerregiment 18 · Panzerregiment 21 · Panzerregiment 22 · Panzerregiment 23 · Panzerregiment 24 · Panzerregiment 25 · Panzerregiment 26 · Panzerregiment 27 · Panzerregiment 28 · Panzerregiment 29 · Panzerregiment 31 · Panzerregiment 33  · Panzerregiment 35 · Panzerregiment 36 · Panzerregiment 39 · Panzerregiment 69 · Panzerregiment 80 · Panzerregiment 100 · Panzerregiment 101 · Panzerregiment 102 · Panzerregiment 116 · Panzerregiment 118 · Panzer-Lehr-Regiment 130 · Panzerregiment 201 · Panzerregiment 202 · Panzerregiment 203 · Panzerregiment 204 · Schweres Panzer-Regiment Bäke · Panzerregiment Brandenburg · Panzerregiment Coburg · Panzerregiment Feldherrnhalle · Panzerregiment Feldherrnhalle 2 · Panzerregiment Hermann Göring · Panzerregiment Großdeutschland · Panzerregiment Kurmark · Panzerregiment von Lauchert · Panzerregiment Major Rettemeier · Fallschirm-Panzerregiment 1 · Fallschirm-Panzerregiment 21 · SS-Panzerregiment 1 LSSAH · SS-Panzerregiment 2 · SS-Panzerregiment 3 · SS-Panzerregiment 5 · SS-Panzerregiment 9 · SS-Panzerregiment 10 · SS-Panzerregiment 11 · SS-Panzerregiment 12